# NGC 3078
NGC 3078 ist eine elliptische Galaxie vom Hubble-Typ E3 im Sternbild Hydra südlich der Himmelsäquators. Sie ist schätzungsweise 106 Millionen Lichtjahre von der Milchstraße entfernt.

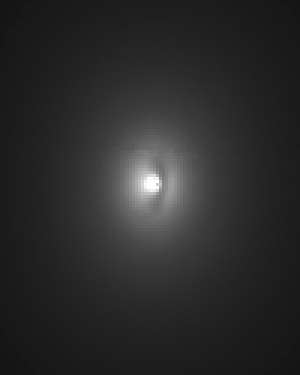
In der Helligkeit angepasster Ausschnitt der Hubble-Aufnahme von NGC 3078, der den Staubring um das Zentrum zeigt.

  Anhand von Aufnahmen des Hubble-Weltraumteleskops wurde die Masse des zentralen schwarzen Lochs auf bis zu 300 Millionen Sonnenmassen abgeschätzt. In einer Ausschnittsvergrößerung dieser Aufnahme ist trotz der großen Entfernung die Staubscheibe um das Zentrum der Galaxie zu erkennen. 
Die Galaxie ist Mitglied der NGC 3054-Gruppe zu deren Mitgliedern weiterhin NGC 3051, NGC 3054, NGC 3084, NGC 3089, IC 2531, IC 2537, ESO 499-026 und PGC 28874 gehören.
Das Objekt wurde am 9. Dezember 1784 von William Herschel mit einem 48-cm-Teleskop entdeckt.